# Proxius gypsatus
Proxius gypsatus är en insektsart som beskrevs av Ernst Evald Bergroth 1898. Proxius gypsatus ingår i släktet Proxius och familjen barkskinnbaggar. Inga underarter finns listade i Catalogue of Life.